# مونت أورغينيس
مونت أورغينيس هي مدينة من مدن هايتي. يبلغ عدد سكانها 17,189 نسمة وذلك حسب إحصائيات سنة 2003. يبلغ ارتفاع المدينة عن سطح البحر قرابة 650 متر.